# La Ségalassière

La Ségalassière este o comună în departamentul Cantal, Franța. În 1 ianuarie 2022 avea o populație de 123 de locuitori.